# Eizō Yuguchi
Eizō Yuguchi (jap. 湯口栄蔵 Yuguchi Eizō; ur. 4 lipca 1945 w Osace, zm. 2 lutego 2003) – japoński piłkarz, reprezentant kraju.

## Kariera klubowa
Od 1968 do 1972 roku występował w klubie Yanmar Diesel.

## Kariera reprezentacyjna
Karierę reprezentacyjną rozpoczął w 1969 roku. Karierę reprezentacyjną zakończył w 1970 roku. W sumie w reprezentacji wystąpił w 5 spotkaniach. Został powołany na Igrzyska Olimpijskie w 1968 roku.

## Statystyki
| Reprezentacja Japonii | Reprezentacja Japonii | Reprezentacja Japonii |
| Rok                   | Mecze                 | Gole                  |
| --------------------- | --------------------- | --------------------- |
| 1969                  | 1                     | 0                     |
| 1970                  | 4                     | 1                     |
| Razem                 | 5                     | 1                     |